# Ladce
Ladce es un municipio del distrito de Ilava en la región de Trenčín, Eslovaquia, con una población estimada a final del año 2024 de 2462 habitantes.
Se encuentra ubicado al norte de la región, cerca del río Váh (cuenca hidrográfica del río Danubio) y de la frontera con la República Checa.

## Demografía
| Año        | 1994 | 2004    | 2014    | 2024    |
| ---------- | ---- | ------- | ------- | ------- |
| Población  | 2605 | 2561    | 2648    | 2462    |
| Diferencia |      | −1,68 % | +3,39 % | −7,02 % |

| Año        | 2023 | 2024    |
| ---------- | ---- | ------- |
| Población  | 2482 | 2462    |
| Diferencia |      | −0,80 % |